# Don't Make Waves
Don't Make Waves (br: Não Faça Onda) é um comédia cinematográfica norte-americana de 1967 estrelada por Tony Curtis, Claudia Cardinale e Sharon Tate, dirigida por Alexander Mackendrick. O filme é baseado no livro Muscle Beach, de Ira Wallach, que também escreveu o roteiro.
Aproveitando a popularidade em anos anteriores de músicas, séries de tv e filmes relacionados à cultura das praias californianas, o filme integra o gênero de comédias de "turmas de praia" da costa oeste dos Estados Unidos, muito em voga nos anos 60, em volta da subcultura do sudoeste da Califórnia, com cenas de praias ensolaradas, esportes radicais, surf, hedonismo, fisiculturismo, rock & roll, piscinas, gurus metafísicos e envolvimentos amorosos neste universo. A música-título é cantada pelos The Byrds.

## Sinopse
Carlo Cofield (Tony Curtis) é um vendedor de piscinas de Nova York em férias na costa oeste, que vai em busca de uma bela mulher que arruinou seu carro (Claudia Cardinale) e se envolve com as figuras das praias da Califórnia, entre elas uma linda pára-quedista e ginasta, Malibu (Sharon Tate) e um campeão de fisiculturismo, Harry Hollard (David Draper, então Mr. Universo
).

## Produção
Este foi o terceiro filme feito por Tate, mas foi o primeiro deles a ser lançado nos EUA (O Olho do Diabo só havia sido lançado na Grã-Bretanha) sendo considerado sua estréia. Seu papel de Malibu, uma linda loira atlética sempre de biquíni, por quem o personagem de Tony Curtis se apaixona em princípio, virou a principal peça de promoção do filme. A MGM, distribuidora do filme, fez uma campanha nacional para seu lançamento e fotos de tamanho real de Tate como 'Malibu' foram enviadas para todos os cinemas dos Estados Unidos e expostas nas salas de entrada. 'Malibu' também virou personagem de vários comerciais e anúncios de revista para a fabricante de loções e protetores solares Coppertone.
O filme foi arrasado pela crítica e Curtis disse que achou o roteiro infantil e ridículo, mas gostou de fazê-lo porque teve participação na bilheteria. Tate disse a seu marido na época, Roman Polanski, que não gostou do roteiro - já que nele só aparecia como uma bombshell - e que as filmagens foram tensas, principalmente depois que um dublê morreu afogado ao pousar de pára-quedas no Oceano Pacífico. Durante as filmagens, Curtis tornou-se um amigo íntimo do casal Tate-Polanski e virou conselheiro sentimental da atriz.

## Elenco
- Tony Curtis - Carlo Cofield
- Claudia Cardinale - Laura Califatti
- Sharon Tate - Malibu
- Robert Webber - Rod Prescott
- Joanna Barnes - Diane Prescott
- David Draper - Harry Hollard